# Fernán González av Kastilien
Fernán González av Kastilien, död 970, var regerande greve av Kastilien mellan 923 och 970.